# Rameshbabu Vaishali
Dans ce nom indien, Rameshbabu est le nom du père et Vaishali est le nom personnel.
Rameshbabu Vaishali (ou R. Vaishali) est une joueuse d'échecs indienne née le 21 juin 2001.
Au 1er novembre 2023, elle est la troisième joueuse indienne et la 13e joueuse mondiale avec un classement Elo de 2 497 points.

## Biographie et carrière
Rameshbabbu Vaishali est la sœur du jeune prodige des échecs Rameshbabu Praggnanandhaa.
Elle a remporté deux médailles d'or dans les championnats du monde de la jeunesse,  en 2012 (moins de douze ans) et 2015 (moins de quatorze ans). 
En 2017, elle remporte la médaille d'argent lors du championnat d'Asie d'échecs. Elle finit cinquième de la compétition en 2019.
Elle obtient le titre de grand maître international féminin en 2018.
Elle marque 7,5 points sur 10 à l'open Xtracon 2019.
| Année | Lieu   | Résultat                            | Ultime adversaire  | Adversaires battues                    |
| ----- | ------ | ----------------------------------- | ------------------ | -------------------------------------- |
| 2021  | Sotchi | deuxième tour                       | Bela Khotenashvili | Qiyu Zhou                              |
| 2023  | Bakou  | troisième tour (seizième de finale) | Mariya Mouzytchouk | (exempte au 1er tour) Pauline Guichard |

En novembre 2023, elle remporte le tournoi Grand Suisse FIDE féminin, ce qui la qualifie pour le tournoi des candidates de 2024. Elle partage la deuxième place de ce tournoi remporté par Tan Zhongyi.
Avec l'équipe d'Inde elle remporte l'Olympiade d'échecs de 2024.